# 독일계 폴란드인
독일계 폴란드인은 폴란드에 거주하는 독일 민족이다.

## 특징
폴란드에 거주하는 독일인들은 대부분 독일어를 쓰지만, 폴란드어를 쓰는 사람도 많다. 종교는 기독교 등을 믿는다.

## 거주지역
폴란드의 수도 바르샤바 등지나, 폴란드와 독일 국경 근처에도 약간 있다.

## 같이 보기
- 체코계 독일인
- 슬로바키아계 독일인
- 리투아니아계 독일인